# Poigny-la-Forêt
Poigny-la-Forêt là một xã của Pháp, nằm ở tỉnh Yvelines trong vùng Île-de-France.
Người dân ở đây trong tiếng Pháp gọi là Pugnéens. Tên gọi bắt nguồn từ tiếng Celt Pugneis.
Xã này nằm ở giữa rừng Rambouillet, cự ly 6 kilomètres về phía tây bắc thị xã Rambouillet và 13 km về phía đông củaÉpernon.